# 152 v. Chr.
Portal Geschichte | Portal Biografien | Aktuelle Ereignisse | Jahreskalender | Tagesartikel

◄ |
3. Jahrhundert v. Chr. |
2. Jahrhundert v. Chr. |
1. Jahrhundert v. Chr. |
►

◄ | 170er v. Chr. | 160er v. Chr. | 150er v. Chr. | 140er v. Chr. |
130er v. Chr. |
►

◄◄ | ◄ | 155 v. Chr. | 154 v. Chr. | 153 v. Chr. | 152 v. Chr. |
151 v. Chr. |
150 v. Chr. |
149 v. Chr. |
► |
►►
Staatsoberhäupter

## Ereignisse

### Politik und Weltgeschehen
- Frühjahr: Alexander I. Balas landet mit einem Söldnerheer in Ptolemais und baut dort eine Gegenregierung zu Demetrios I. im Seleukidenreich auf. Diese wird unter anderem vom Hasmonäer Jonatan anerkannt. Auch vom römischen Senat sowie von den Königen Attalos II. von Pergamon, Ptolemaios VI. von Ägypten und Ariarathes V. von Kappadokien wird seine Herrschaft unterstützt.

### Religion
- Jonatan, hasmonäischer Herrscher Judäas, übernimmt auch die Hohepriesterschaft über die Juden.

### Sport
- Leonidas von Rhodos gewinnt zum vierten Mal in Folge alle Laufbewerbe bei den Olympischen Spielen.

## Gestorben
- Marcus Aemilius Lepidus, römischer Politiker
- Marcus Porcius Cato Licinianus, römischer Politiker
- Ptolemaios Eupator, Sohn des ägyptischen Pharaos Ptolemaios VI.